# Teopancahualco
Teopancahualco är en ort i Mexiko.   Den ligger i kommunen San Andrés Tenejapan och delstaten Veracruz, i den sydöstra delen av landet, 230 km öster om huvudstaden Mexico City. Teopancahualco ligger 1 621 meter över havet och antalet invånare är 307.
Terrängen runt Teopancahualco är kuperad åt sydväst, men åt nordost är den bergig. Runt Teopancahualco är det ganska tätbefolkat, med 166 invånare per kvadratkilometer. Närmaste större samhälle är Orizaba, 11,2 km norr om Teopancahualco. I omgivningarna runt Teopancahualco växer i huvudsak städsegrön lövskog.